# 0xED
0xED es un editor hexadecimal gratuito nativo del sistema operativo Mac OS X escrito por Tony Million, basado en el framework Cocoa. Es capaz de editar archivos de gran tamaño así como hacer rápidas búsquedas de datos dentro de los mismos. Una de las características por la que más se destaca es por permitir el reemplazo de contenido dentro de un archivo. Su última versión estable es la 1.0.5 lanzada en 2007.